# Nový kryt Černobylské jaderné elektrárny

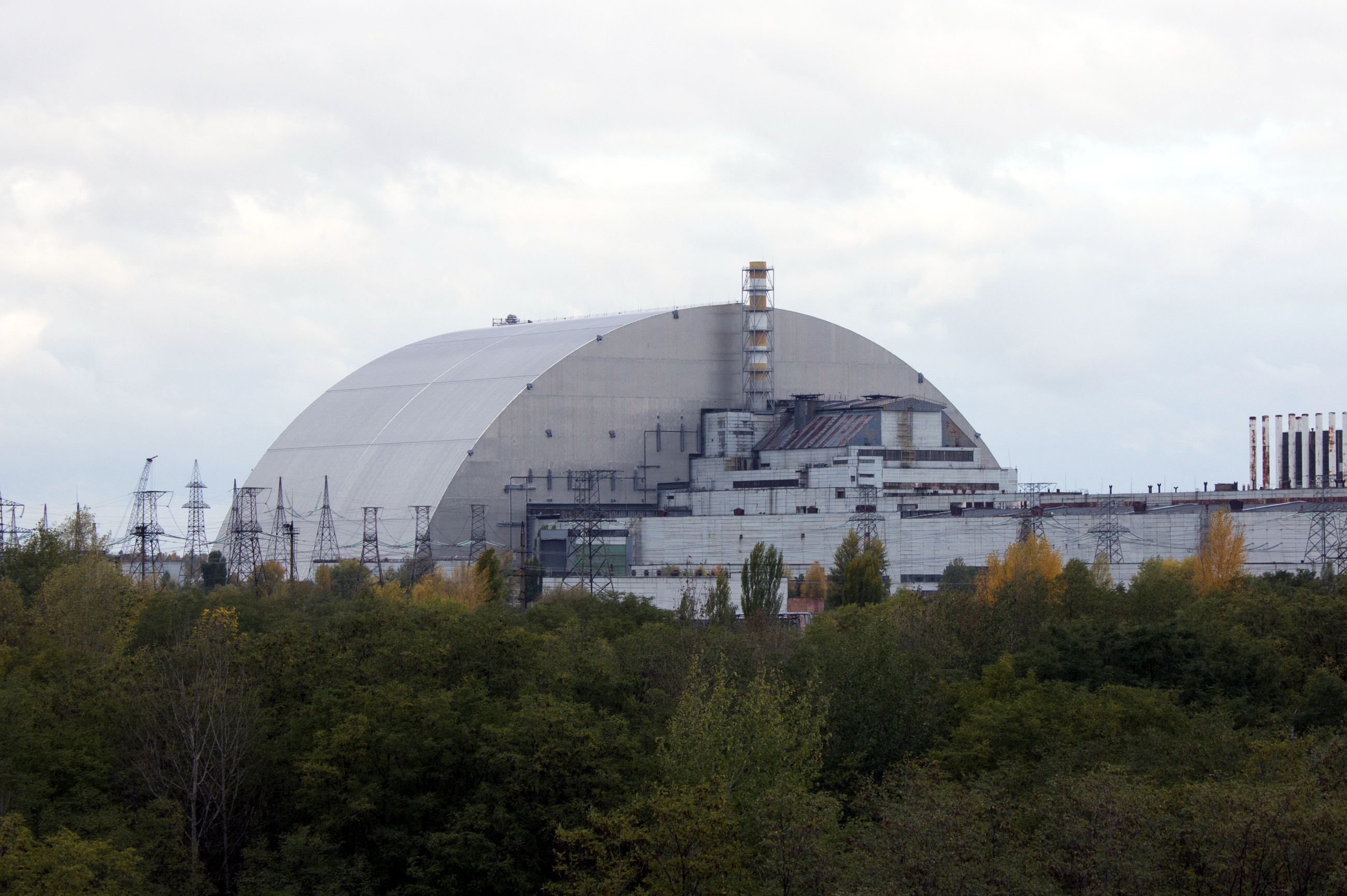
Nový kryt Černobylské jaderné elektrárny (říjen 2017)

Nový kryt Černobylské jaderné elektrárny je stavba uzavírající zbytky budovy reaktoru číslo 4 v Černobylské jaderné elektrárně, která byla zničena při havárii v roce 1986. Stavba uzavírá i původní sarkofág, který byl postaven kolem reaktoru bezprostředně po katastrofě.
Nový kryt je navržen tak, aby zabránil úniku radioaktivních látek do okolí, chránil reaktor před povětrnostními vlivy a umožnil bezpečné rozebrání původního sarkofágu a pozůstatků reaktoru (s využitím průmyslových robotů). Konstrukce však nenahrazuje plně funkci železobetonového kontejnmentu.
Projekt řídí Evropská banka pro obnovu a rozvoj. Na projektu se finančně podílí 45 zemí světa, včetně České republiky. Celkové náklady projektu přesahují 2,1 miliardy eur.
Výstavba nového krytu probíhala od září 2010.
Nový kryt je oblouková konstrukce profilu obrácené řetězovky vyrobená z oceli a polykarbonátových vnitřních panelů, vysoká 108 m, dlouhá 162 m a široká 257 metrů. Hmotnost činí asi 36 000 tun. Nový kryt má zajistit bezpečnost na dalších 100 let.
Kryt byl stavebně dokončen v roce 2016 a v listopadu 2016 byl přesunut nad původní betonový sarkofág. Jde o největší pohyblivou konstrukci na světě, která kdy byla postavena. V následujících měsících byl tento nový sarkofág ve tvaru oblouku technologicky vybaven a nakonec hermeticky uzavřen. K dokončení celého projektu mělo dojít v listopadu 2017, kvůli extrémně vysoké radiaci ale došlo ke zpoždění prací, jejichž ukončení bylo nově naplánováno na květen 2018. Nakonec byl kryt dokončen a zprovozněn na přelomu let 2018 a 2019, na což v dubnu 2019 navázala jeho úspěšná 72hodinová provozní zkouška.
Kryt byl poškozen 14. února 2025 vlivem útoku dronu.